# Седиментологія

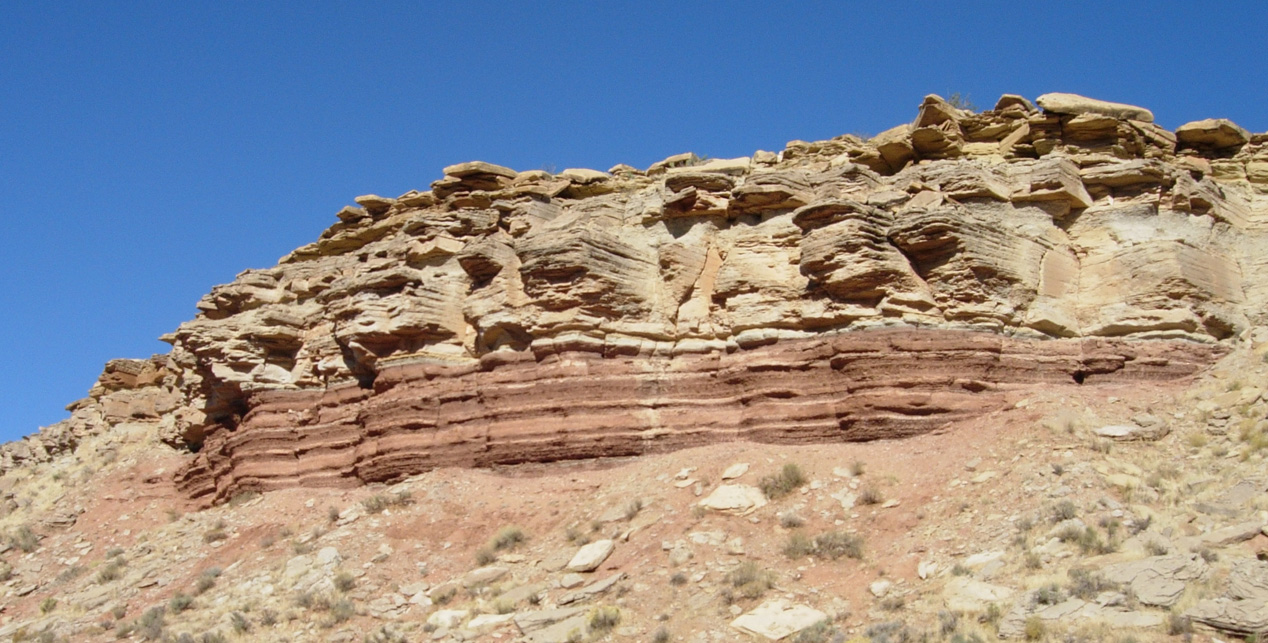
Осадові породи середнього тріасу. Штат Юта, США.

Седиментологія (рос. седиментология, англ. sedimentology, нім. Sedimentologie f) — 1. Розділ геології, який вивчає закономірності формування осадових порід. 2. Те ж саме, що й літологія.

## Інтернет-ресурси
- http://dic.academic.ru/dic.nsf/eng_rus/286274/